# Philippe Bénéton
Pour les articles ayant des titres homophones, voir Philippe Benetton et Benetton (homonymie).
Philippe Bénéton (né le 12 août 1946) est un politologue français, professeur à l’Université de Rennes I et à l'Institut catholique d'études supérieures.

## Biographie
Étudiant de Jean Touchard, Philippe Bénéton obtient son doctorat d'État en science politique, à l'Université de Paris I en 1973 et l'agrégation de science politique en 1976 au Visiting Scholar du Center for International Affairs du département de science politique de l'Université Harvard.
En 2005, il fait partie d'un groupe de juristes signataires d'un appel à l'opposition au traité constitutionnel européen, nommé appel des « 23 », avec entre autres, l'ancien conseiller de François Mitterrand Jean Kahn ou l'ancien ministre Jean Foyer. Dans ce texte, des juristes et professeurs d’universités principalement, lancent un appel pour le « non » au referendum du 29 mai,

## Travaux
Ses travaux portent sur la philosophie politique, en particulier le conservatisme, la problématique de l'égalité, l'État providence, les classes sociales, la démocratie libérale, la question de l'opinion dominante - qu'on appelle la « nouvelle morale » - et des auteurs tels que Machiavel, Érasme et Thomas More.
Il est également professeur invité au département de sociologie de l'Université de Genève, professeur à l'Assumption College (Massachusetts), à l'Institut Catholique d'Etudes Supérieures de La Roche-sur-Yon, à l'Université de Marmara à Istanbul et à la Pontificia Università Gregoriana de Rome.

## Ouvrages
- Culture, contribution à l'histoire d'un mot, Paris, FNSP, 1975.
- Le fléau du bien, Paris, Robert Laffont, 1983.
- Les classes sociales, PUF, coll. « Que sais-je ? », 1991, 2e édition, 1997.
- Le Conservatisme, PUF, coll. « Que sais-je ? », 1988.
- Introduction à la politique, PUF, Premier cycle, 1997.
- De l'égalité par défaut, Paris Critérion, 1997.
- Les fers de l'opinion, PUF, coll. « Béhémoth », 2000, 96 p. (ISBN 978-2-13-051099-4)
- Civilisation et barbarie, PUF, Intervention philosophique, 2002.
- « L'Utopie expliquée par Thomas More », Moreana, 159, 2004.
- Introduction à la politique, Paris, PUF, coll. « Quadrige », 2010, 384 p. (ISBN 978-2-13-057690-7)
- Le dérèglement moral de l'Occident, Paris, Cerf, coll. « Philo », 2017, 288 p. (ISBN 978-2-204-10424-1)
- Niccolo Massimo. Essai sur l'art d'écrire de Machiavel, Le Cerf, 2018, 395 p.